# جمعية أويراس الرياضية
جمعية أويراس الرياضية (بالبرتغالية: Associação Desportiva de Oeiras‏) نادي كرة قدم برتغالي ، تم تأسيسه في عام 1906.

## روابط خارجية
- AD Oeiras